# Evangelizace

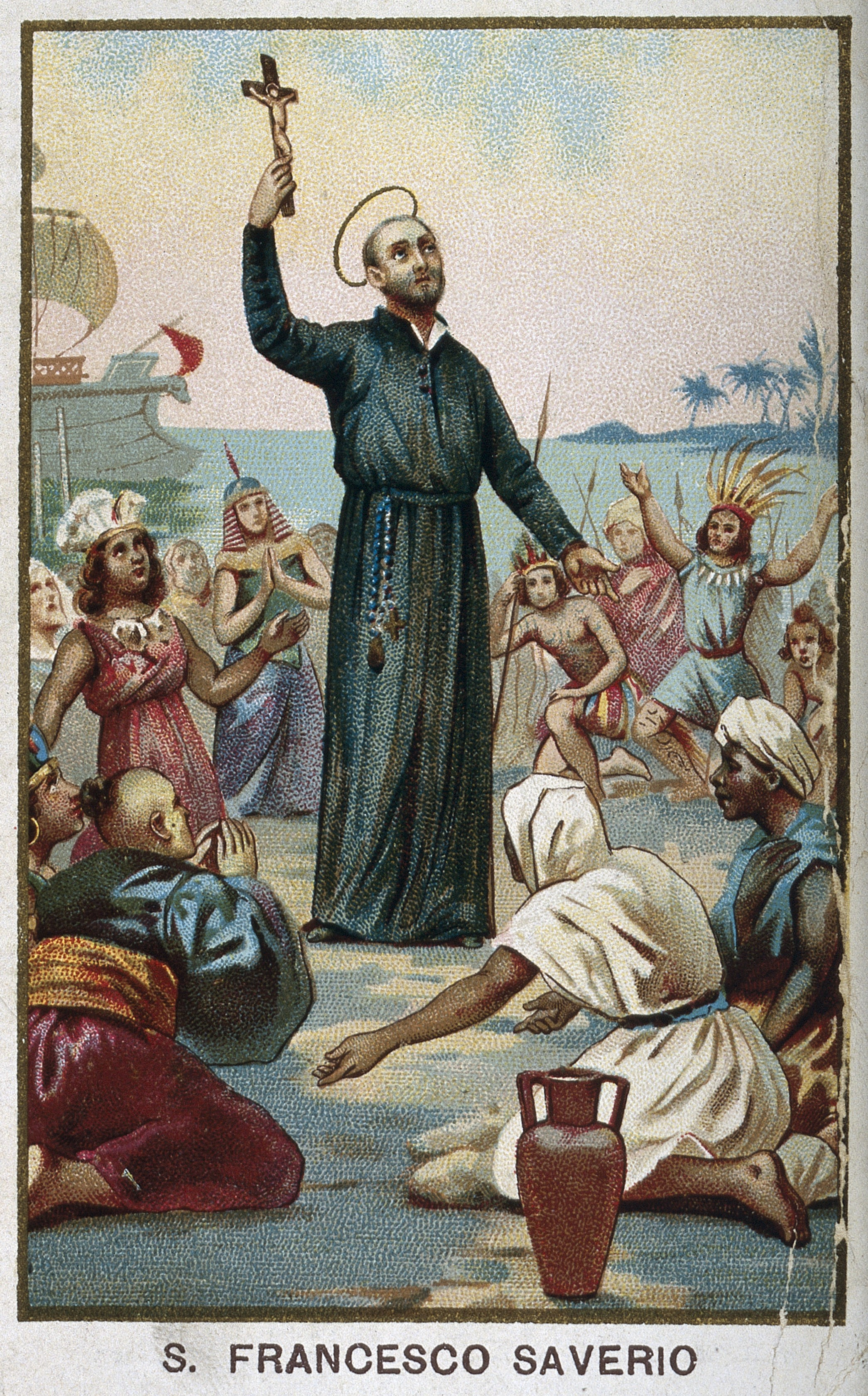
Svatý František Xaverský zvěstuje evangelium domorodcům v Asii

Evangelizace je křesťanský pojem označující různé způsoby, kterými křesťané seznamují nekřesťany s evangeliem.

## Evangelium
Evangelium (dobrá zpráva) je podstata křesťanského učení – je to dobrá zpráva pro člověka, který je v důsledku svého hříchu smrtelný. Je to nabídka přijmout odpuštění a život věčný od zmrtvýchvstalého Ježíše Krista, který ukřižován vykoupil hříchy člověka vlastní obětí.
- Dobrá zpráva – řecky ευανγελιον („euangelion“).

## Poslání evangelizovat
Nedílnou součástí křesťanského života je, podle Bible, povinnost šířit evangelium dál.

(„A Ježíš přistoupil, mluvil k nim a řekl: „Byla mi dána všechna autorita v nebi a na zemi. Jděte proto a čiňte učedníky z lidí všech národů, křtěte je ve jménu Otce a Syna a svatého ducha a vyučujte je, aby zachovávali všechno, co jsem vám přikázal. A pohleďte, já jsem s vámi po všechny dny až do závěru systému věcí.““)
Evangelium podle Matouše 28, 18-20
(„A tato dobrá zpráva o království se bude kázat po celé obydlené zemi na svědectví všem národům; a potom přijde konec.“)
Evangelium podle Matouše 24, 14
(„Krátce potom cestoval od města k městu a od vesnice k vesnici, kázal a oznamoval dobrou zprávu o Božím království. A bylo s ním dvanáct.“)
Evangelium podle Lukáše 8, 1
(„Zatímco jsem se nezdržel, abych vám nepověděl všechno, co je užitečné, a abych vás nevyučoval veřejně a dům od domu. Ale důkladně jsem vydával svědectví Židům i Řekům o pokání před Bohem a víře v našeho Pána Ježíše.“)
Skutky apoštolů 20, 21-22
Evangelium podle Lukáše (8, 1)

Skutky apoštolů (5, 41-42), (20, 21-22)

Evangelium podle Matouše (28, 18-20), (15, 1-9), (7:13, 14), (4, 17), (10, 7), (24, 14)

Zjevení Janovo (22, 17)

## Druhy evangelizace
- Osobní – většinou prostřednictvím „osobního svědectví“
- Sborová – většinou pozvání do místního sboru k slyšení evangelizačního kázání
- Zahraniční – tzv. misie – evangelizace v nekřesťanských zemích
- Rozhlasová a televizní – existuje řada křesťanských rádií a televizí, kde je mimo jiné vysvětlováno evangelium
- Stanová – v místech, kde nejsou kostely (v České republice zvláště v 90. letech na velkých sídlištích)
- Pouliční – s kytarou, pantomimou, s traktáty
- Tisková – šíření evangelizačních traktátů a knih (například gedeonské Bible v pokojích hotelů a nemocnic)
- Přátelská – snaha křesťanů neuzavřít se za zdi kostelů, ale žít občanský život
- Mocí – kázání evangelia s modlitbami za uzdravení nemocných

## Evangelisté

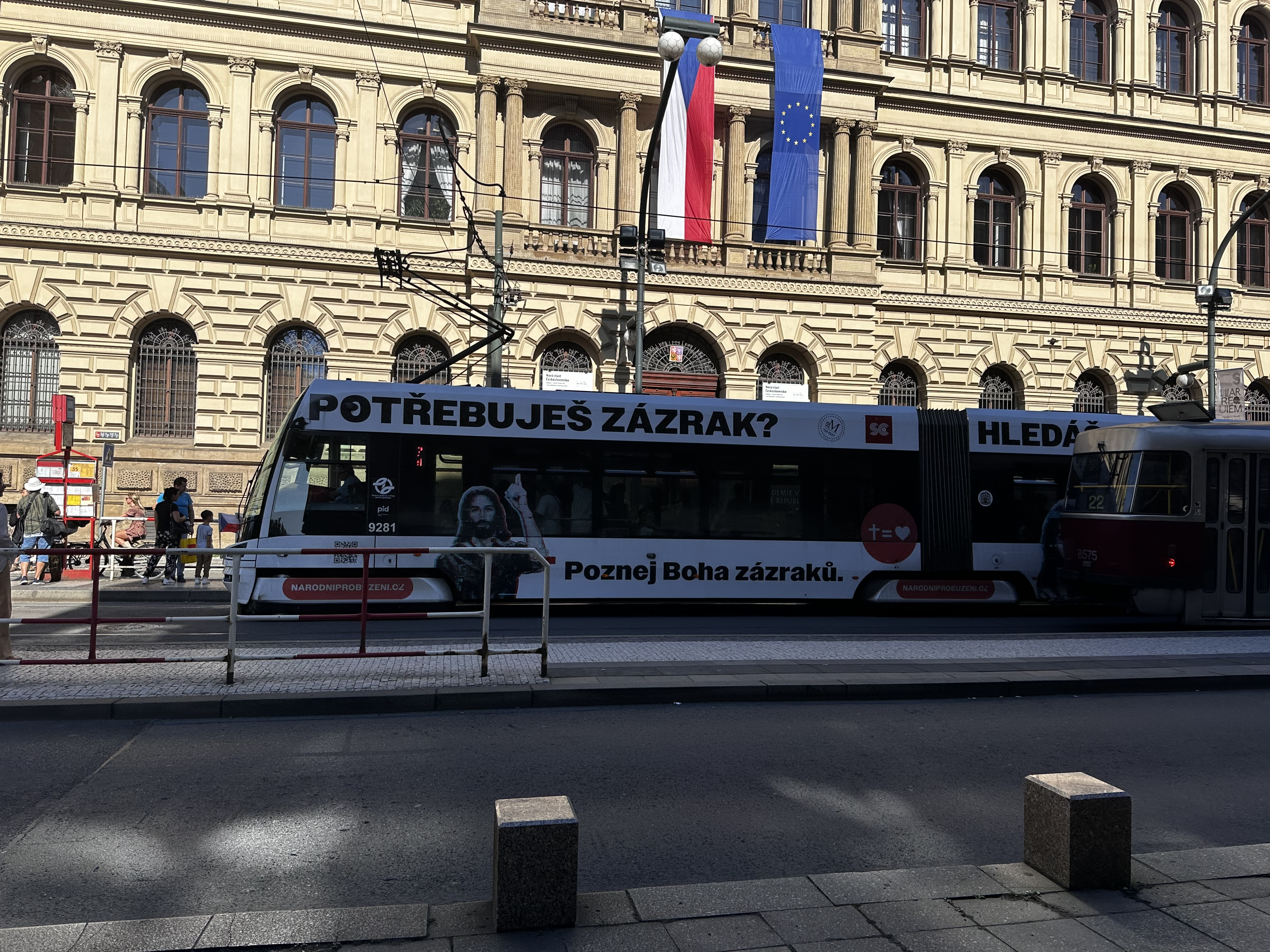
Moderní způsob evangelizace formou polepů na tramvaji organizace Národní probuzení (2023)

Asi největší důraz na evangelizaci kladou evangelikální a letniční církve, kteří v křesťanském světě zaznamenávají největší nárůst následovníků. V České republice to jsou především Církev bratrská, Jednota bratrská, Křesťanská společenství, Apoštolská církev, Evangelická církev metodistická, Slezská církev evangelická a řada nových a nezávislých církví (např. Církev Nový život nebo Kristadelfiáni). Celosvětově se evangelizaci ve větším měřítku věnují zejména Svědkové Jehovovi a mormoni. Známí evangelisté, coby jednotlivci a popularizátoři víry, byli v nedávné minulosti například Luis Palau nebo Reinhard Bonnke. Určitou formu evangelizace ( "kázání pouze dobrými skutky" ) konají i křesťansky orientované charitativní organizace, některé nadace nebo dobrovolnické sociálně-zábavní a vzdělávací společnosti ( např. YMCA, Červený kříž, Armáda spásy, Člověk v tísni, ADRA aj. ) s aktivní snahou o šíření dobré zprávy (evangelia). V posledních letech se též Římskokatolická církev snaží o prosazení evangelizace uvnitř církve a povzbuzuje ke kázání své řádové členy.